# Luís Carbonell Fuster
Luís Carbonell Fuster (Massalfassar, L'Horta, 16 de febrer de 1900, Massalfassar, L'Horta, 6 de març de 1981), conegut com a Luís el de la mestra, fou alcalde de Massalfassar i diputat a les Corts Espanyoles del 16 de març de 1943 al 24 d'abril de 1946 a la legislatura 1943-1946 en l'apartat d'organització Sindical subsecció Obrer del Sindicat Nacional de Fruits i Productes Hortícoles, elegit a les eleccions del 16 de març de 1943, de professió era llaurador.